# Die Generation von 1969
Die Generation von 1969 (Originaltitel: 1969, Verweistitel: Aufrecht gegen den Strom) ist ein Filmdrama von Ernest Thompson aus dem Jahr 1988.

## Handlung
Die Freunde Ralph Carr und Scott leben in der Zeit des Vietnamkrieges in einer Kleinstadt in Maryland. Scotts Bruder wird einberufen. Die Freunde werden zu Kriegsgegnern.
Das Verhältnis zwischen Scott und seinem Vater verschlechtert sich. Er und Ralph verlassen die Stadt.
Die Freunde kehren zurück und erfahren, dass Scotts Bruder tot ist. Diese Erfahrung bringt Scott und seinen Vater wieder näher. Ralphs Schwester Beth verliebt sich in Scott.

## Kritiken
Rita Kempley schrieb in der Washington Post vom 18. November 1988, der Film zeige ein „synthetisches“ Bild des Jahres 1969. Sie bezeichnete ihn als eine „Seifenoper“ (soap opera).

## Auszeichnungen
Der Film wurde im Jahr 1989 für den Political Film Society Award für Frieden nominiert.

## Hintergrund
Der Film wurde in South Carolina und in Georgia gedreht. Er spielte in den Kinos der USA ca. 5,98 Millionen US-Dollar ein.